# Those Without Sin
Those Without Sin er en amerikansk stumfilm fra 1917 af Marshall Neilan.

## Medvirkende
- Blanche Sweet som Melanie Landry
- Tom Forman som Bob Wallace
- Clarence Geldart som Richard Landry
- Guy Oliver som Henry Melon
- James Neill som Doctor Wallace